# Natalie van Gogh
Natalie van Gogh, née le 14 septembre 1974 à Nieuw-Vennep, est une coureuse cycliste néerlandaise. Assignée homme à sa naissance, elle mène une transition de genre en 2005. Elle met un terme à sa carrière en octobre 2021.

## Biographie
Natalie van Gogh naît le 14 septembre 1974 à Nieuw-Vennep.
Après sa transition de genre, Natalie van Gogh commence la marche pour perdre du poids. Elle passe ensuite au VTT puis au vélo sur route. Elle ne comprend pas que les autres cyclistes la montre du doigt en prétextant qu'elle aurait plus de testostérone que les autres athlètes féminines, ce qu'elle dément. Elle travaille comme ingénieure informaticienne.
En 2015, elle bat Lotte Kopecky dans un sprint à deux au Trofee Maarten Wynants.

## Palmarès sur route

### Par années
- 2015
  - Trofee Maarten Wynants
  - 1re étape du Lotto-Decca Tour
  - 2e du Ronde van Overijssel
- 2016
  - 2e du Ronde van Gelderland
- 2017
  - 2e de Dwars door de Westhoek
- 2019
  - 3e du Circuit de Borsele

## Palmarès sur piste
- 2009
  -  Championne des Pays-Bas du scratch
- 2011
  - 2e du scratch

## Palmarès en VTT
- 2016
  -  Médaillée de bronze du championnat d'Europe de beachrace
- 2019
  -  Championne des Pays-Bas de beachrace
- 2020
  -  Championne des Pays-Bas de beachrace